# 奧澤良卡 (日托米爾區)
50°5′15″N 28°35′57″E / 50.08750°N 28.59917°E
奧澤良卡（烏克蘭語：Озерянка），是烏克蘭北部的村莊，隸屬日托米爾州的日托米爾區。該村面積2.58平方公里，海拔高度235米，2001年人口576，人口密度每平方公里223.17人。